# ノミニー
「ノミニー」は、CYNHNの楽曲。デジタル・シングルとして2025年1月1日に発売された。発売元はI BLUE。

## 概要
2024年に発表されたいいおくり、飴玉に続く、2025年元旦に発売されたCYNHNのデジタル・シングル。
2024年12月20日に晴れたら空に豆まいて（代官山）にて開催された主催アコースティックライブ『CYNHN Acoustic live 〜 Tempo Rubato 〜』でリリースが発表された。

## 制作・コンセプト
ノミニーはCYNHNのメインソングライター渡辺翔による作詞・作曲。編曲は「水生」「キリグニア」「楽の上塗り」「いいおくり」「Tokyo stuck」等多くの楽曲で編曲を手がけてきたeba。
「ノミニー」とは "推薦された人" という意味。音楽シーンにCYNHNがノミネートされますように、という想いを込めての元日リリースされた。

## Credit

### MUSICIAN[3]
- Lyric & Music：渡辺翔
- Arranger：eba
- Bass：二家本亮介
- Drum：佐藤丞
- Recording Engineer : 米田聖
- Mix Engineer : 土岐彩香

### メインビジュアル[4][5]
- Art Director : 高山優子 (yenter)
- Photographer : Rocky
- Stylist : 雪乃
- Art assistant : 中村
- HAIR & MAKE UP : 杏奈
- Art：森井耕作
- management : 岩田奈津美
- label : 山田裕一郎（I BLUE）